# تو همه من هستی
«تو همه من هستی» (انگلیسی: You All Over Me) ترانه‌ای است که توسط خواننده-‌ترانه‌سرای آمریکایی تیلور سوئیفت، به‌همراه آوازهای پیش‌زمینه از خواننده آمریکایی مارن موریس است. این ترانه توسط ریپابلیک رکوردز در ۲۶ مارس ۲۰۲۱، به‌عنوان دومین تک‌آهنگ از بی‌باک (نسخه تیلور) منتشر شد. این ترانه دراصل در سال ۲۰۰۸ توسط سوئیفت و اسکوتر کاروسو برای نسخهٔ اصلی آلبوم نوشته‌شده بود، و توسط سوئیفت و آرون دسنر تهیه شده‌است.